# 25H-NBOMe
Le 25H-NBOMe (ou 2C-H-NBOMe) est une phényléthylamine dérivée du 2C-H.
La famille des 25x-NBOMe a été découverte en 2003 à l'université libre de Berlin par le chimiste Ralf Heim. Cependant, on ne trouve pas de trace du 25H-NBOMe dans la littérature avant 2006, lorsqu'un groupe de recherche de l'université Purdue étudie l'action in vitro de plusieurs molécules de cette famille.

## Chimie
Le 25H-NBOMe est un dérivé de la phényléthylamine 2C-H, découverte par Alexander Shulgin et décrite dans son ouvrage PiHKAL.
Il est généralement utilisé sous forme chlorhydrate,. Il est parfois retrouvé à l'état de traces en compagnie d'autres 25x-NBOMe, ce qui indiquerait sa possible utilisation comme précurseur.

## Pharmacologie
Très peu d'études pharmacologiques ont été menées sur le 25H-NBOMe.
Il aurait une action sur les récepteurs sérotoninergiques 2A (en), 2B (en) et 2C (en), avec cependant une affinité bien moindre que la plupart des autres 25x-NBOMe. La dose active de cette molécule par rapport aux autres composés de la même famille est ainsi significativement plus élevée.